# Alps Hockey League 2019-2020
L'Alps Hockey League 2019-2020 è stata la quarta stagione organizzata dall'Alps Hockey League (acronimo AHL), torneo sovranazionale fondato nel 2016 che vede iscritti team italiani, austriaci e sloveni. Il titolo non è stato assegnato a causa della pandemia di COVID-19

## Squadre
La Lega, per questo quarto campionato, vede salire il numero di squadre iscritte a 18, sempre provenienti da 3 diversi paesi (Austria, Slovenia ed Italia).
Inizialmente le squadre iscritte erano diciannove, con tre variazioni rispetto alla stagione precedente: l'Hockey Milano Rossoblu aveva ceduto i propri diritti alla neonata Hockey Club Milano Bears (che dei Rossoblu era comunque una diretta emanazione), mentre si erano iscritte al campionato altre due squadre austriache, le seconde squadre di EHC Black Wings Linz e Vienna Capitals (rispettivamente con il nome di Steel Wings Linz e Vienna Capitals Silver).
Nel corso della primavera si era vociferato di un interesse all'iscrizione al torneo da parte del Merano e di una fusione fra le due squadre ladine del Fassa e del Gherdëina, ma nessuno dei due eventi si verificò.
Nel corso dell'estate, il Milano comunicò la rinuncia alla Alps Hockey League per iscriversi alla terza serie italiana.
| Club                   | Paese    | Regione             | Città                    | Arena                        | Capacità | Esordio in AHL |
| ---------------------- | -------- | ------------------- | ------------------------ | ---------------------------- | -------- | -------------- |
| EC KAC 2               | Austria  | Carinzia            | Klagenfurt am Wörthersee | Stadthalle Klagenfurt        | 5.088    | 2016-17        |
| EC Red Bull Salzburg 2 | Austria  | Salisburghese       | Salisburgo               | Eisarena Salzburg            | 3.200    | 2016-17        |
| EK Zell am See         | Austria  | Salisburghese       | Zell am See              | Eishalle Zell am See         | 3.200    | 2016-17        |
| EC Kitzbühel           | Austria  | Tirolo              | Kitzbühel                | Sportpark Kapserbrücke       | 1.700    | 2016-17        |
| EHC Lustenau           | Austria  | Vorarlberg          | Lustenau                 | Rheinhalle                   | 2.200    | 2016-17        |
| VEU Feldkirch          | Austria  | Vorarlberg          | Feldkirch                | Vorarlberghalle              | 5.200    | 2016-17        |
| EHC Bregenzerwald      | Austria  | Vorarlberg          | Dornbirn                 | Messestadion Dornbirn        | 4.270    | 2016-17        |
| Steel Wings Linz       | Austria  | Alta Austria        | Linz                     | KeineSorgen EisArena         | 4.865    | 2019-20        |
| Vienna Capitals Silver | Austria  | Vienna              | Vienna                   | Erste Bank Arena, Halle 3    | 1.000    | 2019-20        |
| SG Cortina             | Italia   | Veneto              | Cortina d'Ampezzo        | Stadio Olimpico del Ghiaccio | 2.700    | 2016-17        |
| HC Pustertal           | Italia   | Trentino-Alto Adige | Brunico                  | Rienzstadion                 | 2.050    | 2016-17        |
| WSV Sterzing Broncos   | Italia   | Trentino-Alto Adige | Vipiteno                 | Weihenstephan Arena          | 1.700    | 2016-17        |
| Asiago Hockey          | Italia   | Veneto              | Asiago                   | Hodegart                     | 3.000    | 2016-17        |
| Ritten Sport           | Italia   | Trentino-Alto Adige | Collalbo                 | Arena Ritten                 | 1.200    | 2016-17        |
| HC Fassa               | Italia   | Trentino-Alto Adige | Alba di Canazei          | Gianmario Scola              | 3.500    | 2016-17        |
| HC Gherdëina           | Italia   | Trentino-Alto Adige | Selva di Val Gardena     | Pranives                     | 2.000    | 2016-17        |
| HDD Jesenice           | Slovenia | Alta Carniola       | Jesenice                 | Športna dvorana Podmežakla   | 5.500    | 2016-17        |
| HK Olimpija            | Slovenia | Slovenia Centrale   | Lubiana                  | Hala Tivoli                  | 5.600    | 2017-18        |

## Formula
A differenza delle stagioni precedenti, non c'è più una suddivisione in gironi. Le squadre si incontrano in una regular season con un girone di andata e ritorno, seguito da un master round per le prime sei squadre classificate al termine della regular season, e da due gironi di qualificazione per le altre 12 (nel girone A le squadre classificate nelle posizioni dispari, mentre nel girone B quelle nelle posizioni pari).
In ciascuno dei tre gironi, le quattro squadre col miglior piazzamento al termine della regular season partiranno con un bonus di punti (da 4 ad 1), mentre le restanti due squadre di ciascun girone partiranno da 0.
Si qualificano ai play-off tutte le squadre del master round e la prima classificata di ciascuno dei due gironi di qualificazione. Le prime tre squadre classificate al termine del master round avranno la facoltà di scegliere la propria avversaria nel primo turno dei play-off.
I quarti di finale saranno giocati al meglio dei sette incontri, così come la finale, mentre la semifinale al meglio dei cinque incontri.

## Campionati nazionali

### Campionato italiano
Le sette squadre italiane partecipanti alla AHL si giocano anche il titolo italiano. Come nella stagione precedente, tutti gli incontri tra squadre italiane durante la regular season concorrono a formare una classifica, ed al termine le squadre classificate ai primi quattro posti si giocheranno le semifinali e la finale.

## Regular season

### Risultati
| Casa | Trasferta | Trasferta | Trasferta | Trasferta | Trasferta | Trasferta | Trasferta | Trasferta | Trasferta | Trasferta | Trasferta | Trasferta | Trasferta | Trasferta | Trasferta | Trasferta | Trasferta | Trasferta |
| Casa | Asiago | Bregenzerwald | Cortina | Fassa | Feldkirch | Gherdëina | Jesenice | Klagenfurt | Kitzbühel | Linz | Lustenau | Ljubljana | Renon | Salisburgo | Val Pusteria | Vienna | Vipiteno | Zell am See |
| --- | --- | --- | --- | --- | --- | --- | --- | --- | --- | --- | --- | --- | --- | --- | --- | --- | --- | --- |
| Asiago | – | 4:0 https://www.alps.hockey/en/statistics/game/?gameId=f3a3bb78-c7f0-4c70-bb27-2beecfe4cccf&divisionId=5590           | 1:2 d.t.r. referto (archiviato dall'url originale il 29 ottobre 2020).                                                | 2:1 d.t.s. https://www.alps.hockey/en/statistics/game/?gameId=fccbbdc9-0ffc-456d-9a00-e60cbd7341dd&divisionId=5590 | 4:5 d.t.r. https://www.alps.hockey/en/statistics/game/?gameId=9812261f-c564-4a42-922c-2298d3550ac8&divisionId=5590 | 6:3 https://www.alps.hockey/it/statistica/partita/?gameId=575775f0-7e05-4c4a-a490-e4b24bf71c7f&divisionId=5590     | 1:2 d.t.r. https://www.alps.hockey/en/statistics/game/?gameId=c3dc05b0-f479-46f5-a944-b29a3412598c&divisionId=5590    | 4:1 https://www.alps.hockey/en/statistics/game/?gameId=a61faab0-84a9-40e0-bee7-a7150c22a921&divisionId=5590           | 14:3 https://www.alps.hockey/it/statistica/partita/?gameId=2c884890-0932-41d7-b62e-ee17dd5310c0&divisionId=5590       | 3:0 https://www.alps.hockey/en/statistics/game/?gameId=4f3c60e5-650b-4932-b202-56ff714f043a&divisionId=5590    | 7:3 https://www.alps.hockey/en/statistics/game/?gameId=8e1d1759-d845-434b-9505-f235c7e30e3d&divisionId=5590           | 3:4 https://www.alps.hockey/en/statistics/game/?gameId=483ff5e8-8082-4707-8742-bf1c629518dc&divisionId=5590           | 3:5 https://www.alps.hockey/en/statistics/game/?gameId=7f741ae2-3798-40fe-86f4-7ab5be0e5307&divisionId=5590           | 3:2 d.t.s. https://www.alps.hockey/en/statistics/game/?gameId=2d207cd6-a2f8-4742-b273-71e619638003&divisionId=5590    | 3:5 https://www.alps.hockey/it/statistica/partita/?gameId=d052d891-f7c1-4760-a81e-e9cf50fa4ea7&divisionId=5590        | 3:0 https://www.alps.hockey/en/statistics/game/?gameId=97245832-4b3d-4409-aa12-d3b9316a7c17&divisionId=5590        | 5:1 https://www.alps.hockey/it/statistica/partita/?gameId=76dfbbb1-3102-4ca3-818f-189233cbb902&divisionId=5590        | 5:6 https://www.alps.hockey/en/statistics/game/?gameId=54bd9154-5267-4fdc-bcc1-b77c368636ce&divisionId=5590           |
| Bregenzerwald | 3:4 https://www.alps.hockey/en/statistics/game/?gameId=d7fdf373-00ec-47d9-bc15-78a5f982157a&divisionId=5590        | – | 2:7 https://www.alps.hockey/en/statistics/game/?gameId=c4d10260-a129-4bc0-8494-5c5fb0c87a5f&divisionId=5590           | 1:2 https://www.alps.hockey/en/statistics/game/?gameId=84d3c829-c930-4059-b844-a5d1f744eed0&divisionId=5590        | 4:3 https://www.alps.hockey/it/statistica/partita/?gameId=beaf99c5-683e-4cc6-b4dc-165e4f58b924&divisionId=5590     | 6:1 https://www.alps.hockey/it/statistica/partita/?gameId=c5ceca5a-6bed-4963-9612-41de3d6fe90b&divisionId=5590     | 3:5 https://www.alps.hockey/en/statistics/game/?gameId=73ceddf2-6d53-4ddf-b49f-da552213e36e&divisionId=5590           | 5:4 https://www.alps.hockey/en/statistics/game/?gameId=96000bd5-c80d-41f8-a98f-cc90458bb3ba&divisionId=5590           | 4:3 https://www.alps.hockey/it/statistica/partita/?gameId=436e5fca-b56f-4f69-b249-a8273c5281fa&divisionId=5590        | 7:2 https://www.alps.hockey/en/statistics/game/?gameId=cef5a2e2-f47e-46c5-b23e-f9b2deef2660&divisionId=5590    | 2:9 https://www.alps.hockey/en/statistics/game/?gameId=1a31aad3-1aa7-48ba-a9a7-532978e19bfe&divisionId=5590           | 2:1 d.t.s. https://www.alps.hockey/en/statistics/game/?gameId=e659bbe4-5ac1-4d78-a9e7-3401186121a9&divisionId=5590    | 1:5 https://www.alps.hockey/it/statistica/partita/?gameId=f3504181-4a40-4eeb-aa51-b0442541c695&divisionId=5590        | 1:5 https://www.alps.hockey/it/statistica/partita/?gameId=a6c36ff2-e0d7-46ce-bf6d-89fb66d9b524&divisionId=5590        | 2:3 https://www.alps.hockey/en/statistics/game/?gameId=c1ed5663-cfc5-40fc-9231-b5da2357a180&divisionId=5590           | 4:5 d.t.r. https://www.alps.hockey/en/statistics/game/?gameId=c71b8a86-8544-4573-b431-48b5d9667eaa&divisionId=5590 | 2:3 https://www.alps.hockey/it/statistica/partita/?gameId=e2498765-0fce-4db3-a9ee-3c28509f7f61&divisionId=5590        | 3:2 https://www.alps.hockey/en/statistics/game/?gameId=857b1941-467c-4f5e-bf17-f0306597f9cd&divisionId=5590           |
| Cortina | 4:5 d.t.s. https://www.alps.hockey/en/statistics/game/?gameId=6b1c1fca-8dbb-46d8-89f5-258070d49363&divisionId=5590 | 2:4 https://www.alps.hockey/en/statistics/game/?gameId=634b3afe-99ac-4fdd-861f-b158111b075b&divisionId=5590           | – | 1:2 d.t.r. https://www.alps.hockey/en/statistics/game/?gameId=110d7ada-5ff4-4fa7-870c-ef37f174fbf2&divisionId=5590 | 3:1 https://www.alps.hockey/it/statistica/partita/?gameId=2c55bd28-422a-4381-832e-e11a74e4c90e&divisionId=5590     | 5:2 https://www.alps.hockey/en/statistics/game/?gameId=d0428bb6-5104-40e3-8448-b2647a68c7bf&divisionId=5590        | 2:3 d.t.s. https://www.alps.hockey/en/statistics/game/?gameId=4cb31e47-c4b0-4b44-8ffd-eb34c14ea471&divisionId=5590    | 6:2 https://www.alps.hockey/it/statistica/partita/?gameId=d5bc61b7-ff48-4521-830d-a40b136a13f4&divisionId=5590        | 6:3 https://www.alps.hockey/en/statistics/game/?gameId=b7135782-d306-4c29-9577-09be7812ebef&divisionId=5590           | 7:1 https://www.alps.hockey/en/statistics/game/?gameId=fd038e27-949f-495a-80fd-f8acf9465f7e&divisionId=5590    | 5:6 https://www.alps.hockey/en/statistics/game/?gameId=9bc76eed-cfe2-4738-a9b1-f2bcdc52a8af&divisionId=5590           | 2:3 d.t.s. https://www.alps.hockey/it/statistica/partita/?gameId=8ec16337-1767-4833-a167-4853239d57d2&divisionId=5590 | 4:2 https://www.alps.hockey/en/statistics/game/?gameId=4905b357-ceb0-4d9a-9874-7ae1c7fd85f0&divisionId=5590           | 2:1 https://www.alps.hockey/it/statistica/partita/?gameId=eba94bb3-c91b-4c72-ae02-c6b409d6dbbb&divisionId=5590        | 2:4 https://www.alps.hockey/it/statistica/partita/?gameId=0c9f0056-ab8b-424f-8ad5-991db0f36ead&divisionId=5590        | 4:5 d.t.r. https://www.alps.hockey/en/statistics/game/?gameId=14ff7bab-4dfa-44af-ba44-67f9812e31ea&divisionId=5590 | 6:1 https://www.alps.hockey/en/statistics/game/?gameId=e3609330-339d-4290-8d75-6bd3c435bb5f&divisionId=5590           | 3:2 d.t.s. https://www.alps.hockey/en/statistics/game/?gameId=97b65ad1-3b2d-46e8-9a1b-6b4328c1908b&divisionId=5590    |
| Fassa Falcons | 5:6 https://www.alps.hockey/it/statistica/partita/?gameId=10389332-dbab-45a6-92fb-31eff756643e&divisionId=5590     | 4:0 https://www.alps.hockey/en/statistics/game/?gameId=86c77aa8-b99f-415f-82a6-bebc1a416e02&divisionId=5590           | 4:5 d.t.s. https://www.alps.hockey/it/statistica/partita/?gameId=88848edc-b454-4ad7-9db6-f10fc5ca2d07&divisionId=5590 | – | 4:2 https://www.alps.hockey/it/statistica/partita/?gameId=5f523e99-0396-49fa-9b32-95015133525a&divisionId=5590     | 4:3 https://www.alps.hockey/en/statistics/game/?gameId=9f4f7a0a-e02d-4701-add5-92fdba14c54a&divisionId=5590        | 5:2 https://www.alps.hockey/en/statistics/game/?gameId=1239f45c-8e80-4792-9d2e-b6892d7bc7d4&divisionId=5590           | 4:3 d.t.s. https://www.alps.hockey/en/statistics/game/?gameId=7057206c-5ee2-4467-9b67-3059cdf38996&divisionId=5590    | 7:5 https://www.alps.hockey/en/statistics/game/?gameId=e06f87e3-639d-42b3-8ad7-20d189edfae9&divisionId=5590           | 4:1 https://www.alps.hockey/en/statistics/game/?gameId=79f65f41-1b09-4475-b99d-30fb0ededc7e&divisionId=5590    | 3:2 https://www.alps.hockey/en/statistics/game/?gameId=745817cc-a255-4a4a-bee5-0114d09f5d23&divisionId=5590           | 2:3 https://www.alps.hockey/it/statistica/partita/?gameId=a438c0a0-6bfa-4f04-9362-6acb529855d7&divisionId=5590        | 2:5 https://www.alps.hockey/en/statistics/game/?gameId=0ad5d198-867a-4c33-9dd1-b30caa3a1ce5&divisionId=5590           | 6:3 https://www.alps.hockey/en/statistics/game/?gameId=ec87551d-5aee-4ff5-9f10-f1f6577ddfc3&divisionId=5590           | 2:0 https://www.alps.hockey/en/statistics/game/?gameId=63af5744-54b1-44fe-bbad-8c07d2673425&divisionId=5590           | 3:2 https://www.alps.hockey/en/statistics/game/?gameId=3e2db0a5-7b0d-44bd-89e4-04dd88d7a6f2&divisionId=5590        | 3:4 d.t.s. https://www.alps.hockey/it/statistica/partita/?gameId=6d38139c-07b2-4988-9858-ed6db7e894d8&divisionId=5590 | 3:1 https://www.alps.hockey/it/statistica/partita/?gameId=78152dd4-ffe7-47f4-b4be-45744559163f&divisionId=5590        |
| VEU Feldkirch | 4:3 https://www.alps.hockey/en/statistics/game/?gameId=d7cdfba4-e5d2-47f9-84e8-aafe0af7df5e&divisionId=5590        | 7:4 https://www.alps.hockey/en/statistics/game/?gameId=3fd29117-0bc4-4a69-a30d-b7d19ddb20f1&divisionId=5590           | 2:0 https://www.alps.hockey/en/statistics/game/?gameId=f1bacc46-a53d-4106-bec1-26dc4eb33393&divisionId=5590           | 1:2 https://www.alps.hockey/it/statistica/partita/?gameId=a96ecd9a-a450-4b6c-be02-ebad4a7b49d5&divisionId=5590     | – | 4:3 https://www.alps.hockey/it/statistica/partita/?gameId=e1e325b9-3ef6-484b-b063-f441a865e767&divisionId=5590     | 1:2 d.t.r. https://www.alps.hockey/it/statistica/partita/?gameId=fbc098e4-08e2-4e55-9aa2-c8b589c64e98&divisionId=5590 | 4:3 https://www.alps.hockey/it/statistica/partita/?gameId=b808ca85-9ba1-4497-84e1-5e69b8402f11&divisionId=5590        | 6:3 https://www.alps.hockey/en/statistics/game/?gameId=1212fb74-4afa-4c2b-86e5-23991104c60d&divisionId=5590           | 8:2 https://www.alps.hockey/en/statistics/game/?gameId=fe12704e-b58c-4bb7-a7e6-49f9c3f7769a&divisionId=5590    | 4:3 d.t.r. https://www.alps.hockey/it/statistica/partita/?gameId=6c82ec0b-7157-4b01-bc27-211233e012a6&divisionId=5590 | 3:4 d.t.s. https://www.alps.hockey/en/statistics/game/?gameId=7a3d5569-1309-4809-87d3-4de913f305ef&divisionId=5590    | 0:5 https://www.alps.hockey/en/statistics/game/?gameId=b12f3932-c6e3-4e6f-90e7-b25be76d53d9&divisionId=5590           | 3:2 d.t.r. https://www.alps.hockey/it/statistica/partita/?gameId=d55f7009-76e0-4f58-8c61-ffa66dbc1731&divisionId=5590 | 3:0 https://www.alps.hockey/en/statistics/game/?gameId=67d9c826-e5e4-49b0-9f31-d3872cde5554&divisionId=5590           | 3:1 https://www.alps.hockey/en/statistics/game/?gameId=dd45ad7c-4269-4072-aa35-cdc15717f9da&divisionId=5590        | 2:3 https://www.alps.hockey/en/statistics/game/?gameId=6dd94c82-f433-412f-8310-d12a23c69023&divisionId=5590           | 9:1 https://www.alps.hockey/it/statistica/partita/?gameId=48b9dc05-44ca-4dc4-9702-14db68898fae&divisionId=5590        |
| Gherdëina | 8:3 https://www.alps.hockey/en/statistics/game/?gameId=ce4373f7-eae7-454e-850a-3aa8d97210e1&divisionId=5590        | 6:4 https://www.alps.hockey/en/statistics/game/?gameId=58453e2b-6f3f-4ee6-a245-6c714f3d9474&divisionId=5590           | 2:5 https://www.alps.hockey/it/statistica/partita/?gameId=3a301f8c-be54-443c-b47c-c74f052f020e&divisionId=5590        | 1:4 https://www.alps.hockey/en/statistics/game/?gameId=a2ddd1f9-0bd9-437c-ba2a-a50225cd88e4&divisionId=5590        | 7:6 d.t.s. https://www.alps.hockey/en/statistics/game/?gameId=a550fd13-8e73-4936-9d12-b65c3d3e058d&divisionId=5590 | – | 0:3 https://www.alps.hockey/it/statistica/partita/?gameId=6612befc-9c33-4179-bb0f-4c21d90b8916&divisionId=5590        | 2:1 https://www.alps.hockey/en/statistics/game/?gameId=8d938d5a-4e0f-4df3-a62c-e537fffe37a9&divisionId=5590           | 4:5 d.t.r. https://www.alps.hockey/en/statistics/game/?gameId=aae46395-f9d1-49bf-9cbd-0c697ef810c8&divisionId=5590    | 5:1 https://www.alps.hockey/it/statistica/partita/?gameId=c04bee64-bceb-411d-b228-d5d63ae49315&divisionId=5590 | 5:4 d.t.r. https://www.alps.hockey/it/statistica/partita/?gameId=37134252-2ba9-461f-b7d0-983e52921f2a&divisionId=5590 | 2:7 https://www.alps.hockey/it/statistica/partita/?gameId=1e391de3-a698-4dbf-ae55-c4e3afd965ce&divisionId=5590        | 3:2 d.t.s. https://www.alps.hockey/en/statistics/game/?gameId=4eeb7b95-3cce-4427-80d7-7642bf61b887&divisionId=5590    | 1:4 https://www.alps.hockey/it/statistica/partita/?gameId=e29ab8c7-868d-473b-afca-089ca61f1d35&divisionId=5590        | 4:10 https://www.alps.hockey/en/statistics/game/?gameId=b90958d7-1a42-406f-9a8b-3551897cd26a&divisionId=5590          | 6:2 https://www.alps.hockey/en/statistics/game/?gameId=667c9d3e-599a-47af-8356-5c9008c6f636&divisionId=5590        | 7:3 https://www.alps.hockey/en/statistics/game/?gameId=a5c23f16-7233-4a35-a94d-5ade716c2722&divisionId=5590           | 4:2 https://www.alps.hockey/en/statistics/game/?gameId=0b1eb970-7254-4a24-9080-66b8432648bd&divisionId=5590           |
| HDD Jesenice | 2:3 https://www.alps.hockey/en/statistics/game/?gameId=a2e01304-a2da-4c51-835c-214ac8a829a5&divisionId=5590        | 7:0 https://www.alps.hockey/it/statistica/partita/?gameId=f0194b83-86a3-4a34-a97a-b9612653ae57&divisionId=5590        | 3:4 d.t.r. https://www.alps.hockey/en/statistics/game/?gameId=fa25e9fb-7cff-464c-8c3b-91c6c2f21fac&divisionId=5590    | 4:2 https://www.alps.hockey/en/statistics/game/?gameId=f9575a14-8c92-48b7-aea8-8c354952b56b&divisionId=5590        | 4:0 https://www.alps.hockey/en/statistics/game/?gameId=a4fc6216-ccb5-4a4f-a45e-13d5a846bda1&divisionId=5590        | 1:2 https://www.alps.hockey/en/statistics/game/?gameId=f7efcbba-018b-4f37-88af-f25acf9c4842&divisionId=5590        | – | 5:1 https://www.alps.hockey/en/statistics/game/?gameId=3d835386-0a97-4bae-acfb-8efe2188e8aa&divisionId=5590           | 5:2 https://www.alps.hockey/it/statistica/partita/?gameId=da494971-95f0-4945-ba18-ab72c9c1eb98&divisionId=5590        | 6:0 https://www.alps.hockey/it/statistica/partita/?gameId=e82a2d81-e57a-47b9-9527-8f5826065e86&divisionId=5590 | 6:1 https://www.alps.hockey/en/statistics/game/?gameId=685979a7-156c-46e5-8751-60e0f7fdcfc5&divisionId=5590           | 0:7 https://www.alps.hockey/it/statistica/partita/?gameId=e0d1f95f-13bf-47b0-a1e6-2e6694e3ff81&divisionId=5590        | 4:5 d.t.s. https://www.alps.hockey/en/statistics/game/?gameId=81f59cf9-cf58-4b60-b9c5-ed4cd291b6e7&divisionId=5590    | 3:4 d.t.s. https://www.alps.hockey/it/statistica/partita/?gameId=23d63c35-973c-475f-aca8-a46dfe362f30&divisionId=5590 | 1:4 https://www.alps.hockey/en/statistics/game/?gameId=caa3a556-36b8-4364-86d4-23ee27864fb4&divisionId=5590           | 5:2 https://www.alps.hockey/en/statistics/game/?gameId=f0ee9fcb-6c09-4357-af9b-a9681480fe19&divisionId=5590        | 8:5 https://www.alps.hockey/en/statistics/game/?gameId=94bf6f25-b738-4a28-a949-0952946a80b9&divisionId=5590           | 4:3 d.t.s. https://www.alps.hockey/it/statistica/partita/?gameId=d9fd9984-15d2-4ac7-812c-a3871b5689dd&divisionId=5590 |
| KAC II | 3:4 d.t.s. https://www.alps.hockey/en/statistics/game/?gameId=b1f86061-6772-4cac-b4ad-373dcbf0ef05&divisionId=5590 | 8:1 https://www.alps.hockey/en/statistics/game/?gameId=90ec87f1-0f28-448b-b198-1eecd01989bc&divisionId=5590           | 2:5 https://www.alps.hockey/en/statistics/game/?gameId=7f71dbe2-9553-4fcb-b850-24ce661ac296&divisionId=5590           | 1:3 https://www.alps.hockey/en/statistics/game/?gameId=04a766db-8ba5-4596-bc69-7f1123a5d096&divisionId=5590        | 2:4 https://www.alps.hockey/en/statistics/game/?gameId=3f5575ce-cb83-4e01-b15b-a565a033f717&divisionId=5590        | 3:2 https://www.alps.hockey/en/statistics/game/?gameId=1dd1513c-b71b-4d46-9260-c8647a45911d&divisionId=5590        | 0:4 https://www.alps.hockey/en/statistics/game/?gameId=a0cd299a-c22b-4174-968f-c10cdd2c3bd2&divisionId=5590           | – | 2:3 d.t.s. https://www.alps.hockey/it/statistica/partita/?gameId=62b9bf63-ecb8-483d-b264-9f3a94f5829b&divisionId=6165 | 5:0 https://www.alps.hockey/en/statistics/game/?gameId=781e6e04-e694-41fe-8093-a7d0ceec1292&divisionId=5590    | 1:2 d.t.r. https://www.alps.hockey/it/statistica/partita/?gameId=91f5e305-93e7-4dd2-a0c5-bb2f069194c5&divisionId=5590 | 3:6 https://www.alps.hockey/it/statistica/partita/?gameId=a4337e87-14cf-4e36-befb-8cb564328294&divisionId=5590        | 3:2 d.t.s. https://www.alps.hockey/it/statistica/partita/?gameId=54079f27-dbee-4f06-a4dd-460861dd41cb&divisionId=5590 | 0:8 https://www.alps.hockey/en/statistics/game/?gameId=c59b59e7-600d-44c5-91b6-47ae9967e77f&divisionId=5590           | 2:4 https://www.alps.hockey/it/statistica/partita/?gameId=d03259b3-42d4-46c8-9af9-cf950508bce2&divisionId=5590        | 3:1 https://www.alps.hockey/en/statistics/game/?gameId=314c86e2-6655-44b3-92c5-de6ddebe78da&divisionId=5590        | 3:1 https://www.alps.hockey/en/statistics/game/?gameId=fab39579-8f77-4dd3-8b28-ceed497f309e&divisionId=5590           | 2:7 https://www.alps.hockey/en/statistics/game/?gameId=2ab269cd-e412-49c9-b23c-7a879a7462e3&divisionId=5590           |
| Kitzbühel | 1:2 https://www.alps.hockey/en/statistics/game/?gameId=414706d7-6fdf-4869-b14a-e3ff494f8d47&divisionId=5590        | 6:3 https://www.alps.hockey/en/statistics/game/?gameId=f4e34d7b-8dbb-4309-ae6a-87cbef96ca42&divisionId=5590           | 4:3 https://www.alps.hockey/it/statistica/partita/?gameId=2a3baada-65a7-46bf-8c85-9be07498a55e&divisionId=5590        | 3:1 https://www.alps.hockey/it/statistica/partita/?gameId=4061a2f3-07cf-462d-b39a-8e1a660f6f4a&divisionId=5590     | 2:3 https://www.alps.hockey/en/statistics/game/?gameId=e5612a72-a754-4c1f-8834-239d0f95e959&divisionId=5590        | 2:1 https://www.alps.hockey/en/statistics/game/?gameId=f621a580-80ab-4a43-ba29-4b92503a13d0&divisionId=5590        | 4:3 d.t.s. https://www.alps.hockey/en/statistics/game/?gameId=df0a71dd-9187-4a8e-b667-096e0f0146b3&divisionId=5590    | 1:0 https://www.alps.hockey/it/statistica/partita/?gameId=db11ce1a-dfb6-4a67-bb10-00002c53861e&divisionId=5590        | – | 5:2 https://www.alps.hockey/it/statistica/partita/?gameId=56c03c77-d879-4baa-9d77-e588dc4f0fcd&divisionId=5590 | 1:5 https://www.alps.hockey/it/statistica/partita/?gameId=732cbaa1-40a3-484f-ba25-850f29b03fb7&divisionId=5590        | 2:4 https://www.alps.hockey/en/statistics/game/?gameId=a755c47b-1128-4646-8ad6-218905b124ae&divisionId=5590           | 2:4 https://www.alps.hockey/it/statistica/partita/?gameId=791b003a-e5cd-4772-bbf2-92798c971abb&divisionId=5590        | 1:3 https://www.alps.hockey/en/statistics/game/?gameId=115ccef3-e906-4ac0-8a5f-415af8fc6fd2&divisionId=5590           | 2:7 https://www.alps.hockey/en/statistics/game/?gameId=8391d9a1-ec46-4216-85f1-23b8a46ee7d0&divisionId=5590           | 1:0 https://www.alps.hockey/en/statistics/game/?gameId=d6f092d1-881a-41fe-80aa-b7f8f56cc11b&divisionId=5590        | 4:5 https://www.alps.hockey/en/statistics/game/?gameId=75100750-feec-4d02-a5b7-28847161ebd2&divisionId=5590           | 3:1 https://www.alps.hockey/it/statistica/partita/?gameId=9ea0e739-33a9-420f-b407-10d4b644f0a5&divisionId=5590        |
| Steel Wings Linz | 1:4 https://www.alps.hockey/en/statistics/game/?gameId=ef9b30f4-e5f9-44b6-b5ad-cccac2e84de6&divisionId=5590        | 1:4 https://www.alps.hockey/it/statistica/partita/?gameId=6a0c6686-fb11-44e3-b728-19015d8a065f&divisionId=5590        | 3:2 d.t.r. https://www.alps.hockey/en/statistics/game/?gameId=fc4cc558-9f76-4baf-b1aa-aaeee6a511b2&divisionId=5590    | 3:8 https://www.alps.hockey/it/statistica/partita/?gameId=8686a9f0-f291-489c-9d44-32e7d2a3e4ac&divisionId=5590     | 3:4 d.t.r. https://www.alps.hockey/en/statistics/game/?gameId=905451a9-d230-48b2-a634-f016777913a6&divisionId=5590 | 2:4 https://www.alps.hockey/en/statistics/game/?gameId=5712188d-58f4-41d1-8ca6-c6eeec88cbfa&divisionId=5590        | 0:4 https://www.alps.hockey/en/statistics/game/?gameId=6ebd06aa-53e6-43fd-aa40-5e6d76cfd937&divisionId=5590           | 2:5 https://www.alps.hockey/en/statistics/game/?gameId=b75e3b7e-f32c-407b-91b4-a111241fcb15&divisionId=5590           | 0:6 https://www.alps.hockey/en/statistics/game/?gameId=c5a4d224-2086-4161-9470-ba8859c4b209&divisionId=5590           | – | 0:7 https://www.alps.hockey/en/statistics/game/?gameId=2c9f7fcb-835d-4c84-a0e0-5814237b5b90&divisionId=5590           | 0:7 https://www.alps.hockey/en/statistics/game/?gameId=abd06e13-35d5-4213-8b92-b5179fd2efa0&divisionId=5590           | 0:10 https://www.alps.hockey/en/statistics/game/?gameId=0972e67e-9c37-4b90-aa86-09493f8335ca&divisionId=5590          | 1:7 https://www.alps.hockey/en/statistics/game/?gameId=716f1ce6-1162-4b1a-a5a5-3ae1bf5b3ac5&divisionId=5590           | 2:6 https://www.alps.hockey/en/statistics/game/?gameId=0a44c835-4d20-41a9-9dc3-e64c32c25a23&divisionId=5590           | 1:5 https://www.alps.hockey/it/statistica/partita/?gameId=ac847215-4dfb-4b0b-a54e-e52961ce48c1&divisionId=5590     | 2:10 https://www.alps.hockey/it/statistica/partita/?gameId=b2dea46e-4d3f-4979-8647-ea894214ac61&divisionId=5590       | 1:3 https://www.alps.hockey/en/statistics/game/?gameId=8b81e3f3-2c98-4b5e-9afd-952e983ef7d5&divisionId=5590           |
| Lustenau | 4:2 https://www.alps.hockey/en/statistics/game/?gameId=96c6630f-a5b2-4ca5-9846-626c89cefc48&divisionId=5590        | 5:3 https://www.alps.hockey/it/statistica/partita/?gameId=037a558a-5f11-4740-831b-ee258ce8e62c&divisionId=5590        | 2:3 d.t.r. https://www.alps.hockey/en/statistics/game/?gameId=23b5e4da-3519-4b95-8c13-1b3d10fe90fb&divisionId=5590    | 7:2 https://www.alps.hockey/it/statistica/partita/?gameId=b9461494-d6ae-462a-8955-fdea4eefab56&divisionId=5590     | 7:3 https://www.alps.hockey/en/statistics/game/?gameId=cd93a388-4688-48db-9c8e-46d66e1b557d&divisionId=5590        | 0:2 https://www.alps.hockey/en/statistics/game/?gameId=5ef7d0df-17b1-412d-bb6a-88858248e31f&divisionId=5590        | 5:2 https://www.alps.hockey/en/statistics/game/?gameId=82c8d6da-7efa-438a-ab9d-59657c45d278&divisionId=5590           | 4:1 https://www.alps.hockey/en/statistics/game/?gameId=14fdfe08-af00-4941-8e83-e06d6d1bdd67&divisionId=5590           | 4:3 d.t.r. https://www.alps.hockey/en/statistics/game/?gameId=bb159d6d-496f-4c24-beac-e7a42542d374&divisionId=5590    | 7:2 https://www.alps.hockey/en/statistics/game/?gameId=854f0dfb-e8a7-46fb-9cfb-94c7dd0d926c&divisionId=5590    | – | 1:3 https://www.alps.hockey/en/statistics/game/?gameId=00514e95-770c-4fac-bf82-c0ec80155a2f&divisionId=5590           | 4:5 d.t.s. https://www.alps.hockey/en/statistics/game/?gameId=666ba653-f476-4769-b48a-714ccd0a418e&divisionId=5590    | 2:3 https://www.alps.hockey/en/statistics/game/?gameId=e1257c96-08ca-41d3-b9c3-f747d4b797ef&divisionId=5590           | 2:3 d.t.s. https://www.alps.hockey/it/statistica/partita/?gameId=9d8bdf65-74e4-4f3e-9eb9-75df4cccf3fb&divisionId=5590 | 3:2 d.t.r. https://www.alps.hockey/en/statistics/game/?gameId=06fe3b89-de72-4b91-bc4e-f4bd34f1fe54&divisionId=5590 | 6:3 https://www.alps.hockey/en/statistics/game/?gameId=d074b9fd-0ebf-4f7a-ae9a-7bd6b31a3f18&divisionId=5590           | 5:2 https://www.alps.hockey/en/statistics/game/?gameId=f7ae99ba-d873-4711-8451-3fa9ba220b0f&divisionId=5590           |
| HK Olimpija | 3:2 https://www.alps.hockey/it/statistica/partita/?gameId=b03fbeb0-27d4-4535-a8e7-a51c21ea1a1f&divisionId=5590     | 7:2 https://www.alps.hockey/en/statistics/game/?gameId=2540dc26-3ab5-44ad-8a77-fbe298de235c&divisionId=5590           | 2:3 d.t.s. https://www.alps.hockey/en/statistics/game/?gameId=3bc3e718-8e0e-49c5-8bdd-3fe18793eae1&divisionId=5590    | 4:0 https://www.alps.hockey/en/statistics/game/?gameId=ca18187b-d813-4703-9cda-65bae77bdac5&divisionId=5590        | 4:3 https://www.alps.hockey/en/statistics/game/?gameId=d7c269c6-f752-4b19-9daa-7c5c20a5b95f&divisionId=5590        | 4:3 d.t.r. https://www.alps.hockey/en/statistics/game/?gameId=de188162-86a4-4444-9eba-c17d2c865b6b&divisionId=5590 | 4:3 d.t.r. https://www.alps.hockey/en/statistics/game/?gameId=d872268b-4446-4467-85f5-189da193af8c&divisionId=5590    | 0:1 https://www.alps.hockey/en/statistics/game/?gameId=5a9c6333-1063-4107-9072-6dfd77d49d64&divisionId=5590           | 5:1 https://www.alps.hockey/en/statistics/game/?gameId=755b11fa-6380-492c-8442-d6290a0635da&divisionId=5590           | 12:1 https://www.alps.hockey/en/statistics/game/?gameId=d5eb225b-e892-4fb3-bb37-118eb88958e9&divisionId=5590   | 2:3 d.t.s. https://www.alps.hockey/it/statistica/partita/?gameId=453ece85-5716-4d86-9955-2e430a11f259&divisionId=5590 | – | 3:2 https://www.alps.hockey/en/statistics/game/?gameId=af1cd896-0b21-40d1-91cc-e17558f1a64a&divisionId=5590           | 4:1 https://www.alps.hockey/en/statistics/game/?gameId=369fb32e-6ca0-4cad-9e36-7ece75dc4629&divisionId=5590           | 3:2 https://www.alps.hockey/en/statistics/game/?gameId=c75be252-bf70-4b27-b0ee-b950f5eb44c3&divisionId=5590           | 6:2 https://www.alps.hockey/it/statistica/partita/?gameId=877170df-d3a8-465c-8579-c25082bf6133&divisionId=5590     | 4:3 https://www.alps.hockey/it/statistica/partita/?gameId=05c73589-378f-4506-b304-a7726851da5d&divisionId=5590        | 3:1 https://www.alps.hockey/en/statistics/game/?gameId=184c15f1-44f4-4327-8966-79a78170a85e&divisionId=5590           |
| Ritten-Renon | 10:5 https://www.alps.hockey/en/statistics/game/?gameId=c5036e21-d31a-4051-9bad-fa5342837491&divisionId=5590       | 7:5 https://www.alps.hockey/en/statistics/game/?gameId=da14ea9c-1d2e-4ef2-9cd8-2a344da440c6&divisionId=5590           | 1:3 https://www.alps.hockey/en/statistics/game/?gameId=ec187526-850e-4c7f-90ac-7c0d01cb0cdc&divisionId=5590           | 7:1 https://www.alps.hockey/it/statistica/partita/?gameId=5e0cc00d-f971-47f2-aa40-98fdf4639ffb&divisionId=5590     | 4:5 d.t.s. https://www.alps.hockey/en/statistics/game/?gameId=9845daea-a62d-46d1-a8de-90a030b81a65&divisionId=5590 | 8:2 https://www.alps.hockey/it/statistica/partita/?gameId=b239d655-57b5-47bd-996f-e387afadbbee&divisionId=5590     | 4:1 https://www.alps.hockey/en/statistics/game/?gameId=88715cc2-6be8-4646-aa1f-b904807811e5&divisionId=5590           | 4:2 https://www.alps.hockey/en/statistics/game/?gameId=e423db0d-e2a1-4cc7-b308-753251c199c0&divisionId=5590           | 4:2 https://www.alps.hockey/en/statistics/game/?gameId=0ed3a15a-d83b-4dc2-b7da-3751a04d275a&divisionId=5590           | 8:1 https://www.alps.hockey/it/statistica/partita/?gameId=ac729d3f-b957-4b25-96ab-e1d6947ccf08&divisionId=5590 | 4:1 https://www.alps.hockey/en/statistics/game/?gameId=9796bc11-db71-4ec8-8e0d-209a33c241f0&divisionId=5590           | 3:4 https://www.alps.hockey/it/statistica/partita/?gameId=2fc464dc-a0a1-4660-b122-1f3d8911fa8a&divisionId=5590        | – | 4:1 https://www.alps.hockey/en/statistics/game/?gameId=c3833332-7dc2-484b-a3fa-6c6a32b7e3d1&divisionId=5590           | 1:2 d.t.r. https://www.alps.hockey/en/statistics/game/?gameId=5f97fef8-08a8-4c6a-a49e-859bd2b53560&divisionId=5590    | 7:1 https://www.alps.hockey/en/statistics/game/?gameId=e80454e8-fb53-4c53-bbd7-3ef37964686f&divisionId=5590        | 6:3 https://www.alps.hockey/en/statistics/game/?gameId=e68ef898-b0ce-4047-b32d-7f4eff586487&divisionId=5590           | 2:0 https://www.alps.hockey/en/statistics/game/?gameId=d03271e6-5b8e-4f81-8419-e55e71b08b4a&divisionId=5590           |
| RB Hockey Jr. | 1:0 d.t.r. https://www.alps.hockey/en/statistics/game/?gameId=ccfdc7d2-74ea-4963-a340-8e8860fb933b&divisionId=5590 | 15:1 https://www.alps.hockey/en/statistics/game/?gameId=1ef89da1-bceb-46aa-ba81-9fde2fff6613&divisionId=5590          | 1:6 https://www.alps.hockey/en/statistics/game/?gameId=9c4b6524-a14d-4211-bad9-7344334319c2&divisionId=5590           | 6:0 https://www.alps.hockey/en/statistics/game/?gameId=5e34b879-8337-4fee-95af-1323433bc870&divisionId=5590        | 2:3 d.t.s. https://www.alps.hockey/en/statistics/game/?gameId=d3fa76db-a37e-4b85-b3eb-750e5b74172f&divisionId=5590 | 5:4 https://www.alps.hockey/en/statistics/game/?gameId=11ca84f2-269a-40ec-a822-3463b05ed124&divisionId=5590        | 4:5 d.t.s. https://www.alps.hockey/en/statistics/game/?gameId=ad3652cf-f35a-4712-bbf8-5060725b311e&divisionId=5590    | 3:4 https://www.alps.hockey/en/statistics/game/?gameId=567c45da-b859-46f4-80bc-3fc771ab26a8&divisionId=5590           | 5:3 https://www.alps.hockey/it/statistica/partita/?gameId=162b1048-3f6c-4713-a595-46a35ba6dc5d&divisionId=5590        | 11:0 https://www.alps.hockey/en/statistics/game/?gameId=c0fd3fbe-2515-42b6-b064-c9b8049726da&divisionId=5590   | 2:4 https://www.alps.hockey/en/statistics/game/?gameId=ee195dcb-3235-4e34-84c1-357c0b7f07f5&divisionId=5590           | 7:3 https://www.alps.hockey/en/statistics/game/?gameId=c405b560-3568-48bd-b8a7-5e0d601b51c2&divisionId=5590           | 2:3 d.t.s. https://www.alps.hockey/it/statistica/partita/?gameId=29f7b18c-eb43-41c0-b7e5-67a75b772e0b&divisionId=5590 | – | 2:5 https://www.alps.hockey/en/statistics/game/?gameId=eb7e2484-34d1-40fa-a0fa-a5c0f999232d&divisionId=5590           | 8:1 https://www.alps.hockey/it/statistica/partita/?gameId=b5d4385d-953b-4b9a-8a51-11fad78af207&divisionId=5590     | 3:4 https://www.alps.hockey/en/statistics/game/?gameId=35b2fe88-8e54-4669-8b5d-a5d9f297bf26&divisionId=5590           | 5:3 https://www.alps.hockey/it/statistica/partita/?gameId=9f6c1aee-c1a6-45f4-9fdf-518b43a8c36b&divisionId=5590        |
| Val Pusteria | 2:1 https://www.alps.hockey/en/statistics/game/?gameId=dbe96ea8-4e84-4400-b42b-994f5e7c1556&divisionId=5590        | 4:3 https://www.alps.hockey/it/statistica/partita/?gameId=f1b03ca9-4815-4ecf-9c1e-6001dce5bade&divisionId=5590        | 5:2 https://www.alps.hockey/en/statistics/game/?gameId=43a5a998-f144-43bf-894b-f7764260e799&divisionId=5590           | 3:2 https://www.alps.hockey/en/statistics/game/?gameId=cf6cb8a2-2de9-40a7-b8d4-eda3b516b819&divisionId=5590        | 9:3 https://www.alps.hockey/it/statistica/partita/?gameId=6c90fc11-414b-4175-91f3-4aebbe6535f7&divisionId=5590     | 2:3 https://www.alps.hockey/en/statistics/game/?gameId=9a233247-3f8d-4ad1-bb97-92c0f5699a7f&divisionId=5590        | 4:1 https://www.alps.hockey/it/statistica/partita/?gameId=44599805-07c0-47bc-b05b-827597615f02&divisionId=5590        | 8:0 https://www.alps.hockey/en/statistics/game/?gameId=9b056adf-e2d9-4158-a6f6-2f5647f7d04a&divisionId=5590           | 2:3 d.t.r. https://www.alps.hockey/en/statistics/game/?gameId=2d470aee-e75d-4add-9454-4107ff30b936&divisionId=5590    | 6:2 https://www.alps.hockey/it/statistica/partita/?gameId=c989f38d-6cc9-43c5-8d78-599a1c3eb806&divisionId=5590 | 1:2 https://www.alps.hockey/en/statistics/game/?gameId=a26212db-9790-4d04-bdab-4fb607d99b72&divisionId=5590           | 2:3 d.t.s. https://www.alps.hockey/en/statistics/game/?gameId=95438eaf-a9db-492e-a1d7-3cfeebc5b98e&divisionId=5590    | 1:6 https://www.alps.hockey/it/statistica/partita/?gameId=d95b7984-de32-4084-8409-486e55e08cc9&divisionId=5590        | 3:1 https://www.alps.hockey/en/statistics/game/?gameId=b7e7902a-6331-4dac-9be5-742bf69fb539&divisionId=5590           | – | 5:0 https://www.alps.hockey/it/statistica/partita/?gameId=57584d73-507f-4585-9b0e-e54bf8ba007f&divisionId=5590     | 2:4 https://www.alps.hockey/en/statistics/game/?gameId=41504038-f616-45f0-a7a0-2778ca419532&divisionId=5590           | 8:6 https://www.alps.hockey/en/statistics/game/?gameId=3d7ab07c-2654-4acf-ada3-90232a66db01&divisionId=5590           |
| Vienna Capitals Silver | 2:5 https://www.alps.hockey/it/statistica/partita/?gameId=9ae593a5-7da8-453e-8c88-ad195a6eea41&divisionId=5590     | 4:5 d.t.s. https://www.alps.hockey/it/statistica/partita/?gameId=14cd4ba5-5914-4b9e-b8ef-b9b4ce63d4be&divisionId=5590 | 1:3 https://www.alps.hockey/en/statistics/game/?gameId=1779e44f-7a14-4cda-84e9-54d1c0839534&divisionId=5590           | 3:6 https://www.alps.hockey/en/statistics/game/?gameId=1e1f4e64-79fa-45e7-af01-e8e27810a630&divisionId=5590        | 4:8 https://www.alps.hockey/en/statistics/game/?gameId=0a2991f9-9f69-4bd1-8df7-f1d2303fa062&divisionId=5590        | 6:4 https://www.alps.hockey/en/statistics/game/?gameId=c75f836e-953f-4e41-907b-c7ab360fb78a&divisionId=5590        | 1:6 https://www.alps.hockey/it/statistica/partita/?gameId=5ea80283-b832-4136-a453-1302d42fa25b&divisionId=5590        | 5:6 d.t.s. https://www.alps.hockey/it/statistica/partita/?gameId=2cd97fb4-e3c7-4fdc-ad23-f01950e3dfc0&divisionId=5590 | 2:5 https://www.alps.hockey/it/statistica/partita/?gameId=bd67d1b0-2250-43e2-aa3d-7294703d650d&divisionId=5590        | 3:1 https://www.alps.hockey/en/statistics/game/?gameId=4ca61ee8-bc3c-468f-82d1-699455a649d4&divisionId=5590    | 4:2 https://www.alps.hockey/en/statistics/game/?gameId=f56b65c5-e3c9-4c99-9b84-00719bff6b64&divisionId=5590           | 2:0 https://www.alps.hockey/en/statistics/game/?gameId=c06600e3-b824-44b5-b820-25e863851f41&divisionId=5590           | 2:4 https://www.alps.hockey/en/statistics/game/?gameId=9e115605-ad05-4c33-95cd-09f775a48f89&divisionId=5590           | 4:3 https://www.alps.hockey/en/statistics/game/?gameId=5c25ae57-e84b-49aa-aa26-50d9e31d088f&divisionId=5590           | 0:3 https://www.alps.hockey/en/statistics/game/?gameId=088c2138-4a2d-490c-b6a3-427bc50dd2a6&divisionId=5590           | – | 2:3 https://www.alps.hockey/en/statistics/game/?gameId=7f61328d-8a99-4c3e-baa1-7ec92fecb00b&divisionId=5590           | 3:7 https://www.alps.hockey/en/statistics/game/?gameId=bf04aacc-6688-46bd-88c0-404887515836&divisionId=5590           |
| Vipiteno Broncos | 2:5 https://www.alps.hockey/en/statistics/game/?gameId=bdcb2dc9-0896-46b0-afb6-b01e6de20673&divisionId=5590        | 6:2 https://www.alps.hockey/en/statistics/game/?gameId=04c93d3d-4585-4abb-9c7d-72c82a242804&divisionId=5590           | 3:0 https://www.alps.hockey/en/statistics/game/?gameId=151c66f9-5d6e-4f08-9f2e-dee7e4e9028d&divisionId=5590           | 2:1 https://www.alps.hockey/en/statistics/game/?gameId=59aa50cd-171d-4d8c-bcad-7f9f9de7dadd&divisionId=5590        | 10:2 https://www.alps.hockey/en/statistics/game/?gameId=a732b58f-2766-49bc-826a-5ca94d9d2dc6&divisionId=5590       | 1:2 https://www.alps.hockey/en/statistics/game/?gameId=ce20f013-2b52-40b4-ae7b-eda5605600a5&divisionId=5590        | 1:5 https://www.alps.hockey/it/statistica/partita/?gameId=9b5af4ac-b359-4b55-8953-a5e284b7d81c&divisionId=5590        | 4:3 https://www.alps.hockey/it/statistica/partita/?gameId=997e6619-8c27-4103-8494-88229e4e23b0&divisionId=5590        | 4:0 https://www.alps.hockey/en/statistics/game/?gameId=a4f43176-17c9-4f7a-9256-0cea98324e05&divisionId=5590           | 5:2 https://www.alps.hockey/en/statistics/game/?gameId=dee38b7a-d0c2-45a0-bb60-b0703cf0ef8f&divisionId=5590    | 3:2 https://www.alps.hockey/en/statistics/game/?gameId=04d58c4d-6dfc-46e3-bf37-f00de99ba3a7&divisionId=5590           | 1:2 https://www.alps.hockey/en/statistics/game/?gameId=d6678ac3-be5c-4d86-8b02-fe81ab12b34d&divisionId=5590           | 4:3 d.t.s. https://www.alps.hockey/it/statistica/partita/?gameId=514c75c4-3870-41f1-838b-dbee4ba159f7&divisionId=5590 | 2:1 https://www.alps.hockey/it/statistica/partita/?gameId=8a4033f6-cd13-4005-877d-4e1739b7fe25&divisionId=5590        | 1:8 https://www.alps.hockey/en/statistics/game/?gameId=94e54065-8295-4b00-b866-09d39492c3e1&divisionId=5590           | 7:2 https://www.alps.hockey/it/statistica/partita/?gameId=2117e923-f715-4ab9-a0d1-9544e942571e&divisionId=5590     | – | 3:0 https://www.alps.hockey/en/statistics/game/?gameId=2734a321-0b0a-4961-bb54-6b3a33c8cdcc&divisionId=5590           |
| Zell am See | 1:6 https://www.alps.hockey/it/statistica/partita/?gameId=3caff5f0-8b5e-4e14-93e8-8622d11290b8&divisionId=5590     | 6:3 https://www.alps.hockey/en/statistics/game/?gameId=563790ec-8f2d-486c-9f09-6493c2d201b5&divisionId=5590           | 2:3 d.t.r. https://www.alps.hockey/it/statistica/partita/?gameId=35b43015-685b-4c1b-83f4-c2bb86d7e2ac&divisionId=5590 | 7:2 https://www.alps.hockey/en/statistics/game/?gameId=f4317512-1e48-42bb-8756-82b49772a213&divisionId=5590        | 3:6 https://www.alps.hockey/en/statistics/game/?gameId=8c486b1c-30d7-4fed-8f79-bceb474f4af7&divisionId=5590        | 3:2 d.t.s. https://www.alps.hockey/en/statistics/game/?gameId=1323b1ac-a85a-44aa-b9e5-2e6beb8a9048&divisionId=5590 | 10:3 https://www.alps.hockey/en/statistics/game/?gameId=5151a4de-8832-488d-80bc-fc700f023cf1&divisionId=5590          | 4:2 https://www.alps.hockey/it/statistica/partita/?gameId=abe362b4-0ee5-4fcc-ab28-c7bd94b19917&divisionId=5590        | 6:0 https://www.alps.hockey/en/statistics/game/?gameId=b5838822-424b-4b48-adaf-34f474a74046&divisionId=5590           | 6:1 https://www.alps.hockey/it/statistica/partita/?gameId=5ea16c4d-f6a1-43ac-ae7f-431be90efa84&divisionId=5590 | 6:4 https://www.alps.hockey/it/statistica/partita/?gameId=1ac9c6bc-55ad-4cdb-be00-16d0197c190b&divisionId=5590        | 1:2 d.t.s. https://www.alps.hockey/it/statistica/partita/?gameId=f5ed89fa-2e09-44b4-a521-27dd62858fa8&divisionId=5590 | 3:2 https://www.alps.hockey/en/statistics/game/?gameId=00abe7f6-f952-4f04-af1c-71f17181d735&divisionId=5590           | 1:4 https://www.alps.hockey/en/statistics/game/?gameId=13b3152d-6f80-41fb-b250-72eb21c094af&divisionId=5590           | 1:3 https://www.alps.hockey/en/statistics/game/?gameId=5628bf3c-684f-490d-8339-d7c59364a20e&divisionId=5590           | 5:4 https://www.alps.hockey/en/statistics/game/?gameId=05a6d27b-0cea-49b5-ac5a-8dd9841edec0&divisionId=5590        | 5:3 https://www.alps.hockey/en/statistics/game/?gameId=2ab86020-c68e-403e-a3e0-524d242b1846&divisionId=5590           | – |
| d.t.s. – dopo tempi supplementari; d.t.r. – dopo tiri di rigore | | | | | | | | | | | | | | | | | | |
| Tutte le partite fra squadre italiane sono valide anche per l'Italian Hockey League - Serie A 2019-2020; tutte le partite fra squadre slovene sono valide anche per il campionato sloveno. | | | | | | | | | | | | | | | | | | |

### Classifica
| Pos. | Squadra                | Pt | G  | V  | VOT | POT | P  | GF  | GS  | DR   |
| ---- | ---------------------- | -- | -- | -- | --- | --- | -- | --- | --- | ---- |
| 1.   | HK Olimpija            | 81 | 34 | 22 | 6   | 3   | 3  | 133 | 69  | +64  |
| 2.   | Ritten-Renon           | 75 | 34 | 21 | 4   | 4   | 5  | 155 | 79  | +76  |
| 3.   | Val Pusteria           | 75 | 34 | 23 | 2   | 2   | 7  | 136 | 75  | +61  |
| 4.   | Cortina                | 62 | 34 | 14 | 7   | 6   | 7  | 120 | 87  | +33  |
| 5.   | Asiago                 | 60 | 34 | 16 | 4   | 4   | 10 | 131 | 99  | +32  |
| 6.   | HDD Jesenice           | 60 | 34 | 15 | 5   | 5   | 9  | 122 | 94  | +28  |
| 7.   | Lustenau               | 58 | 34 | 15 | 4   | 5   | 10 | 128 | 100 | +28  |
| 8.   | Fassa Falcons          | 58 | 34 | 17 | 2   | 3   | 12 | 104 | 103 | +1   |
| 9.   | Vipiteno Broncos       | 57 | 34 | 18 | 1   | 1   | 14 | 117 | 111 | +6   |
| 10.  | VEU Feldkirch          | 57 | 34 | 14 | 6   | 3   | 11 | 125 | 117 | +8   |
| 11.  | RB Hockey Jr.          | 54 | 34 | 15 | 2   | 5   | 12 | 135 | 90  | +45  |
| 12.  | Zell am See            | 48 | 34 | 14 | 1   | 4   | 15 | 117 | 116 | +1   |
| 13.  | Gherdëina              | 45 | 34 | 12 | 3   | 3   | 16 | 110 | 128 | -18  |
| 14.  | Kitzbühel              | 36 | 34 | 10 | 4   | 1   | 19 | 94  | 127 | -33  |
| 15.  | KAC II                 | 32 | 34 | 8  | 2   | 4   | 20 | 82  | 122 | -40  |
| 16.  | Bregenzerwald          | 29 | 34 | 8  | 2   | 1   | 23 | 96  | 163 | -67  |
| 17.  | Vienna Capitals Silver | 25 | 34 | 6  | 2   | 3   | 23 | 83  | 145 | -62  |
| 18.  | Steel Wings Linz       | 3  | 34 | 0  | 1   | 1   | 32 | 41  | 204 | -163 |

Criteri in caso di arrivo a pari punti:
Punti ottenuti, miglior differenza reti e maggior numero di reti segnate negli scontri diretti ed eventualmente maggior numero di vittorie complessive determinano il piazzamento in classifica in caso di eguale punteggio.
Legenda:

      Ammesse al master round
      Ammesse al girone di qualificazione A
      Ammesse al girone di qualificazione B

## Seconda fase

### Master round
Si sono qualificate al Master round le squadre classificate ai primi sei posti al termine della regular season, con le prime quattro classificate aventi diritto ad un bonus decrescente da 4 ad 1 punto. Tutte le squadre sono già qualificate ai play-off.

#### Incontri
| Casa         | Trasferta | Trasferta | Trasferta | Trasferta | Trasferta | Trasferta |
| Casa         | Asiago | Cortina | Jesenice | Lubiana | Renon | Val Pusteria                                                                                                   |
| ------------ | --- | --- | --- | --- | --- | --- |
| Asiago       | – | 2:1 https://www.alps.hockey/en/statistics/game/?gameId=a44d7eec-b026-4d12-9544-ed5bf1b6dfc6&divisionId=6868        | 5:4 d.t.s. https://www.alps.hockey/it/statistica/partita/?gameId=669dd74a-177a-4f79-af25-6a41d68b4ed7&divisionId=6868 | 4:2 https://www.alps.hockey/it/statistica/partita/?gameId=e046d0a9-f675-4779-8bfc-4f59b5eb610f&divisionId=6868     | 2:1 d.t.s. https://www.alps.hockey/en/statistics/game/?gameId=8b3844d4-ccbb-4be7-9b50-955621eeca1a&divisionId=6868 | 3:1 https://www.alps.hockey/en/statistics/game/?gameId=ac8f8a93-5db5-4937-962b-33649b76e0e8&divisionId=6868    |
| Cortina      | 3:1 https://www.alps.hockey/it/statistica/partita/?gameId=edfb2eb3-91db-4e97-ae22-f20929fc1325&divisionId=6868 | – | 5:4 d.t.s. https://www.alps.hockey/en/statistics/game/?gameId=0897477e-e03e-430d-ab97-9cb00208fdd7&divisionId=6868    | 2:1 https://www.alps.hockey/en/statistics/game/?gameId=181fdbf3-5403-4e72-8953-926903e6646e&divisionId=6868        | 5:4 https://www.alps.hockey/it/statistica/partita/?gameId=0afe6935-8d25-4675-838e-186c692aac1f&divisionId=6868     | 3:2 https://www.alps.hockey/en/statistics/game/?gameId=1e06e813-dd5a-45ea-b0cd-6cba3f99f45d&divisionId=6868    |
| HDD Jesenice | 4:1 https://www.alps.hockey/en/statistics/game/?gameId=05152add-0226-47a1-8179-01f47638ef23&divisionId=6868    | 3:5 https://www.alps.hockey/en/statistics/game/?gameId=b9b35bf3-a00e-407c-a5ca-5da2cf8f9607&divisionId=6868        | – | 1:0 https://www.alps.hockey/en/statistics/game/?gameId=4912a92b-4c46-414b-819d-ea5f32fdace9&divisionId=6868        | 0:2 https://www.alps.hockey/it/statistica/partita/?gameId=0fe03e6e-48e0-430b-82f8-a79b04fa8456&divisionId=6868     | 2:4 https://www.alps.hockey/it/statistica/partita/?gameId=3303df36-4d0e-475e-a771-0db7815ccb51&divisionId=6868 |
| HK Olimpija  | 3:1 https://www.alps.hockey/en/statistics/game/?gameId=4edf5533-358b-4a1f-b804-a33711d8ed2a&divisionId=6868    | 5:2 https://www.alps.hockey/it/statistica/partita/?gameId=9de3218c-f916-4fea-82ff-e6239885298e&divisionId=6868     | 2:3 https://www.alps.hockey/it/statistica/partita/?gameId=444cee99-f6d5-4508-9656-03a691c42066&divisionId=6868        | – | 2:3 d.t.r. https://www.alps.hockey/en/statistics/game/?gameId=b8b23807-1f66-47b2-9599-706e47284f96&divisionId=6868 | 2:1 https://www.alps.hockey/en/statistics/game/?gameId=6c11396a-3dbf-490c-8774-2cc045787505&divisionId=6868    |
| Ritten-Renon | 4:1 https://www.alps.hockey/it/statistica/partita/?gameId=edfb2eb3-91db-4e97-ae22-f20929fc1325&divisionId=6868 | 4:3 d.t.s. https://www.alps.hockey/en/statistics/game/?gameId=cc44618e-1707-4ece-a53a-01c00f7d8bf7&divisionId=6868 | 0:1 https://www.alps.hockey/en/statistics/game/?gameId=264b46ed-43a4-403d-8c4f-2845902bf42a&divisionId=6868           | 2:3 d.t.s. https://www.alps.hockey/en/statistics/game/?gameId=3383c1d9-90b4-4d71-b784-3ea1a0dcb014&divisionId=6868 | – | 1:4 https://www.alps.hockey/it/statistica/partita/?gameId=b0fc8514-69de-4388-a7ca-626eeddb536d&divisionId=6868 |
| Val Pusteria | 4:1 https://www.alps.hockey/en/statistics/game/?gameId=eed83cec-9b30-46e6-960c-67c8fc6228d2&divisionId=6868    | 4:2 https://www.alps.hockey/it/statistica/partita/?gameId=5baabdbb-4012-48f6-b11b-ca08c71c7097&divisionId=6868     | 3:4 https://www.alps.hockey/en/statistics/game/?gameId=6a401a5e-9ff8-4334-b539-68a21fd96d24&divisionId=6868           | 2:0 https://www.alps.hockey/it/statistica/partita/?gameId=9694e97f-ba9a-4924-ac8e-86dd1670bd24&divisionId=6868     | 2:1 d.t.r. https://www.alps.hockey/en/statistics/game/?gameId=1aab7d50-1968-4367-8fb4-5200583d7323&divisionId=6868 | – |

#### Classifica
| Pos. | Squadra      | Pt | G  | V | VOT | POT | P | GF | GS | DR |
| ---- | ------------ | -- | -- | - | --- | --- | - | -- | -- | -- |
| 1.   | Val Pusteria | 19 | 10 | 5 | 1   | 0   | 4 | 27 | 19 | +8 |
| 2.   | Cortina      | 19 | 10 | 5 | 1   | 1   | 3 | 31 | 30 | +1 |
| 3.   | HDD Jesenice | 17 | 10 | 5 | 0   | 2   | 3 | 26 | 27 | -1 |
| 4.   | HK Olimpija  | 16 | 10 | 3 | 1   | 1   | 5 | 20 | 21 | -1 |
| 5.   | Ritten-Renon | 16 | 10 | 2 | 2   | 3   | 3 | 22 | 23 | -1 |
| 6.   | Asiago       | 13 | 10 | 3 | 2   | 0   | 5 | 21 | 27 | -6 |

Bonus: HK Olimpija 4, Ritten-Renon 3, Val Pusteria 2, Cortina 1, Asiago e Jesenice 0 punti.

### Girone di qualificazione A
Si sono qualificate al girone di qualificazione A le squadre classificate al 7º, 9º, 11º, 13º, 15º e 17º posto al termine della regular season, con le prime quattro classificate aventi diritto ad un bonus decrescente da 4 ad 1 punto.
Avrà accesso ai play-off solo la squadra che si classificherà al primo posto al termine di questo girone di qualificazione.

#### Incontri
| Casa                   | Trasferta | Trasferta | Trasferta | Trasferta | Trasferta | Trasferta |
| Casa                   | Gherdëina | Klagenfurt | Lustenau | Salisburgo | Vienna | Vipiteno |
| ---------------------- | --- | --- | --- | --- | --- | --- |
| Gherdëina              | – | 8:6 https://www.alps.hockey/en/statistics/game/?gameId=df5b743c-5f48-478c-b67a-e230712ebc87&divisionId=6869        | 3:4 https://www.alps.hockey/en/statistics/game/?gameId=0d8f9bc8-d9ce-48d7-9fe7-24eedbaf22ee&divisionId=6869        | 1:3 https://www.alps.hockey/it/statistica/partita/?gameId=ed6a9e0c-fba9-49b4-9337-3b392f9dfb35&divisionId=6869 | 5:1 https://www.alps.hockey/en/statistics/game/?gameId=77ef2323-99bb-4007-a242-384407b92f4c&divisionId=6869        | 4:2 https://www.alps.hockey/en/statistics/game/?gameId=b4474ded-76c3-4247-828e-70a9fdefcd35&divisionId=6869        |
| KAC II                 | 3:5 https://www.alps.hockey/it/statistica/partita/?gameId=e22b8a11-4514-408c-859f-9d8568ea7410&divisionId=6869 | – | 1:5 https://www.alps.hockey/it/statistica/partita/?gameId=417a772a-1b7f-42fa-a98f-38d4b3d22017&divisionId=6869     | 5:7 https://www.alps.hockey/en/statistics/game/?gameId=7c9b7d91-ee8b-468f-8160-a3a5f184efc3&divisionId=6869    | 4:1 https://www.alps.hockey/en/statistics/game/?gameId=dbc56366-d51e-4fb3-98f4-c0a95380646e&divisionId=6869        | 4:8 https://www.alps.hockey/en/statistics/game/?gameId=154b1946-0de3-45aa-a9b7-32576455d7e2&divisionId=6869        |
| Lustenau               | 2:3 https://www.alps.hockey/it/statistica/partita/?gameId=9a5eaad7-c743-44ff-885b-d6859668a7a9&divisionId=6869 | 2:5 https://www.alps.hockey/it/statistica/partita/?gameId=6dcb1f8f-d106-4de7-a211-0d5e731f59a6&divisionId=6869     | – | 6:0 https://www.alps.hockey/en/statistics/game/?gameId=7749e70e-622e-4149-9ba1-b6fb7cee62ab&divisionId=6869    | 4:3 d.t.r. https://www.alps.hockey/en/statistics/game/?gameId=239784f1-3757-43f4-bcb4-1ea4e2a0add5&divisionId=6869 | 4:5 d.t.s. https://www.alps.hockey/en/statistics/game/?gameId=a3cb3eaf-b00f-4c6b-9db7-459a46182e43&divisionId=6869 |
| RB Hockey Jr.          | 5:2 https://www.alps.hockey/it/statistica/partita/?gameId=827292b7-882d-4952-ad0d-ac39da7b54ec&divisionId=6869 | 3:4 d.t.r. https://www.alps.hockey/en/statistics/game/?gameId=51195126-2399-4c4e-b262-d4243a8aedc9&divisionId=6869 | 5:1 https://www.alps.hockey/en/statistics/game/?gameId=af004a12-354a-4872-a7d3-6633560c2830&divisionId=6869        | – | 5:2 https://www.alps.hockey/it/statistica/partita/?gameId=98ddf64e-7f5f-4c23-bb7d-1bf821d4ddcd&divisionId=6869     | 5:2 https://www.alps.hockey/it/statistica/partita/?gameId=48254e83-0d33-41f9-a897-ee9023d10bbb&divisionId=6869     |
| Vienna Capitals Silver | 1:7 https://www.alps.hockey/en/statistics/game/?gameId=3e2b308a-cbdc-4881-b09c-a77d1649b909&divisionId=6869    | 0:3 https://www.alps.hockey/en/statistics/game/?gameId=f9b58cd4-6979-47e0-a545-0e9ab1f7b6c3&divisionId=6869        | 1:0 https://www.alps.hockey/it/statistica/partita/?gameId=c99ed9e8-dc0d-4865-9bcf-8a3e86976969&divisionId=6869     | 2:5 https://www.alps.hockey/en/statistics/game/?gameId=c0c06a49-9d3f-4ef6-83f9-129934e9f43e&divisionId=6869    | – | 6:0 https://www.alps.hockey/it/statistica/partita/?gameId=f381cb0e-2090-4096-b1f5-ecdcf69b5faf&divisionId=6869     |
| Vipiteno Broncos       | 6:3 https://www.alps.hockey/en/statistics/game/?gameId=95078f6b-328a-4501-99ef-6543c0f3fd79&divisionId=6869    | 4:1 https://www.alps.hockey/it/statistica/partita/?gameId=c46bc777-0ca4-49a0-9cd0-4c438c804f22&divisionId=6869     | 4:3 d.t.s. https://www.alps.hockey/en/statistics/game/?gameId=d3fa76db-a37e-4b85-b3eb-750e5b74172f&divisionId=5590 | 6:2 https://www.alps.hockey/en/statistics/game/?gameId=38be9b6f-7f43-4398-881f-424a7c77f07e&divisionId=6869    | 5:2 https://www.alps.hockey/en/statistics/game/?gameId=41877ced-00b7-4695-8ce2-ae9f25466e5d&divisionId=6869        | – |

#### Classifica
| Pos. | Squadra                | Pt | G  | V | VOT | POT | P | GF | GS | DR  |
| ---- | ---------------------- | -- | -- | - | --- | --- | - | -- | -- | --- |
| 1.   | RB Hockey Jr.          | 24 | 10 | 7 | 0   | 1   | 2 | 40 | 31 | +9  |
| 2.   | Vipiteno Broncos       | 22 | 10 | 5 | 2   | 0   | 3 | 42 | 34 | +8  |
| 3.   | Gherdëina              | 19 | 10 | 6 | 0   | 0   | 4 | 41 | 33 | +8  |
| 4.   | Lustenau               | 17 | 10 | 3 | 1   | 2   | 4 | 31 | 30 | +1  |
| 5.   | KAC II                 | 11 | 10 | 3 | 1   | 0   | 6 | 36 | 43 | -7  |
| 6.   | Vienna Capitals Silver | 7  | 10 | 2 | 0   | 1   | 7 | 19 | 38 | -19 |

Bonus: Lustenau 4, Vipiteno Broncos 3, Red Bull Salisburgo Jr. 2, Gherdëina 1, KAC II e Vienna Capitals Silver 0 punti.

### Girone di qualificazione B
Si sono qualificate al girone di qualificazione B le squadre classificate al 8º, 10º, 12º, 14º, 16º e 18º posto al termine della regular season, con le prime quattro classificate aventi diritto ad un bonus decrescente da 4 ad 1 punto.
Avrà accesso ai play-off solo la squadra che si classificherà al primo posto al termine di questo girone di qualificazione.

#### Incontri
| Casa             | Trasferta | Trasferta | Trasferta | Trasferta | Trasferta | Trasferta |
| Casa             | Bregenzerwald | Fassa | Feldkirch | Kitzbühel | Linz | Zell am See |
| ---------------- | --- | --- | --- | --- | --- | --- |
| Bregenzerwald    | – | 3:4 https://www.alps.hockey/it/statistica/partita/?gameId=759c6db2-8a0b-4722-82d6-21046e1b3eb2&divisionId=6870 | 5:7 https://www.alps.hockey/en/statistics/game/?gameId=dbb077d2-282e-4f5d-b923-ae5bec64ea71&divisionId=6870        | 2:4 https://www.alps.hockey/en/statistics/game/?gameId=c1c6ea28-7446-4326-b5d3-84858f60c6db&divisionId=6870    | 5:1 https://www.alps.hockey/en/statistics/game/?gameId=cd79e71b-b409-4bff-abe2-385c257a6a7b&divisionId=6870    | 2:3 d.t.s. https://www.alps.hockey/en/statistics/game/?gameId=993cbf1a-0765-4248-bb1d-888f597caf7a&divisionId=6870 |
| Fassa Falcons    | 5:4 d.t.s. https://www.alps.hockey/en/statistics/game/?gameId=f0a14367-cd1b-488f-90f0-f8d0219e96f9&divisionId=6870 | – | 3:4 https://www.alps.hockey/it/statistica/partita/?gameId=7d41f66e-81dc-4525-b633-273bf4412cc1&divisionId=6870     | 6:2 https://www.alps.hockey/it/statistica/partita/?gameId=2649d83b-d766-463c-a291-0b0f835b95f3&divisionId=6870 | 6:1 https://www.alps.hockey/en/statistics/game/?gameId=17991a42-ecbd-4f29-ae28-10d71cf3eb80&divisionId=6870    | 4:3 https://www.alps.hockey/it/statistica/partita/?gameId=6b7b0edf-4fbe-4947-ad01-a8b85d6f8ac8&divisionId=6870     |
| VEU Feldkirch    | 3:0 https://www.alps.hockey/it/statistica/partita/?gameId=fef334e9-2c07-4548-bdf2-94c04e569610&divisionId=6870     | 6:5 https://www.alps.hockey/en/statistics/game/?gameId=4c576210-8e39-42d1-852d-f307b1559b8a&divisionId=6870    | – | 6:5 https://www.alps.hockey/en/statistics/game/?gameId=83cff079-d7eb-45c7-af10-0cba3b47fc29&divisionId=6870    | 5:0 https://www.alps.hockey/en/statistics/game/?gameId=1fb4e23b-fdec-46c8-9f40-0e92301de6e0&divisionId=6870    | 5:2 https://www.alps.hockey/en/statistics/game/?gameId=50e7c142-b356-4454-bec5-b95ddd311824&divisionId=6870        |
| Kitzbühel        | 5:3 https://www.alps.hockey/it/statistica/partita/?gameId=8dc0f2fd-7669-4104-a999-db5fcd9ecb6c&divisionId=6870     | 4:0 https://www.alps.hockey/en/statistics/game/?gameId=e1edf8fe-4104-4c1f-af32-8fad9c78379e&divisionId=6870    | 4:3 d.t.r. https://www.alps.hockey/en/statistics/game/?gameId=01a6ed61-1230-42e3-9826-92e910467fef&divisionId=6870 | – | 13:0 https://www.alps.hockey/en/statistics/game/?gameId=b58ffcf9-cb24-4c83-ba23-b3b0de782828&divisionId=6870   | 2:3 https://www.alps.hockey/it/statistica/partita/?gameId=eef49af3-4159-4685-828f-b187c71ab27d&divisionId=6870     |
| Steel Wings Linz | 1:5 https://www.alps.hockey/it/statistica/partita/?gameId=a31a2c20-a558-4e4a-9cbd-eee688e88910&divisionId=6870     | 3:5 https://www.alps.hockey/it/statistica/partita/?gameId=60a97672-bea5-488f-8962-6ccd77b67b0d&divisionId=6870 | 0:6 https://www.alps.hockey/en/statistics/game/?gameId=00b6e560-11a3-4826-aa5e-d641f825e310&divisionId=6870        | 3:8 https://www.alps.hockey/it/statistica/partita/?gameId=60e06ed8-2ae7-4ce4-8e6f-72e9c884f20a&divisionId=6870 | – | 2:10 https://www.alps.hockey/en/statistics/game/?gameId=8bda2465-498c-4926-bf4c-48af69fa3ed4&divisionId=6870       |
| Zell am See      | 11:6 https://www.alps.hockey/en/statistics/game/?gameId=52122abc-107e-41fc-bd4d-ce1cfc4f0c7b&divisionId=6870       | 2:3 https://www.alps.hockey/en/statistics/game/?gameId=03cff876-2fe9-4fba-9d04-1d4df9dac0f1&divisionId=6870    | 0:3 https://www.alps.hockey/it/statistica/partita/?gameId=19d4375d-8978-4d6e-a145-bd727645b18c&divisionId=6870     | 0:3 https://www.alps.hockey/en/statistics/game/?gameId=8f97373a-8c06-44f8-a774-33f1225cde5c&divisionId=6870    | 6:3 https://www.alps.hockey/it/statistica/partita/?gameId=36bd7960-9a47-4881-8b66-9f801c84c1f1&divisionId=6870 | – |

#### Classifica
| Pos. | Squadra          | Pt | G  | V | VOT | POT | P  | GF | GS | DR  |
| ---- | ---------------- | -- | -- | - | --- | --- | -- | -- | -- | --- |
| 1.   | VEU Feldkirch    | 31 | 10 | 9 | 0   | 1   | 0  | 48 | 24 | +24 |
| 2.   | Fassa Falcons    | 24 | 10 | 6 | 1   | 0   | 3  | 41 | 32 | +9  |
| 4.   | Kitzbühel        | 21 | 10 | 6 | 1   | 0   | 3  | 50 | 26 | +24 |
| 3.   | Zell am See      | 16 | 10 | 4 | 1   | 0   | 5  | 40 | 33 | +7  |
| 5.   | Bregenzerwald    | 8  | 10 | 2 | 0   | 2   | 6  | 35 | 44 | -9  |
| 6.   | Steel Wings Linz | 0  | 10 | 0 | 0   | 0   | 10 | 14 | 69 | -55 |

Bonus: Fassa 4, VEU Feldkirch 3, Zell am See 2, Kitzbühel 1, Bregenzerwald e Steel Wings Linz 0 punti.

## Play-off

### Pick playoff
Le squadre classificate ai primi tre posti del Master round hanno diritto a scegliere la propria avversaria nei quarti di finale. La scelta è stata effettuata giovedì 5 marzo 2020. Il Val Pusteria, primo classificato, ha scelto il VEU Feldkirch, il Cortina, secondo, ha preferito il Red Bull Salisburgo Jr., lo Jesenice, terzo, ha optato per l'Asiago Hockey, mentre l'Olimpija ha trovato il Renon.

### Tabellone
|  | Quarti di finale | Quarti di finale | Quarti di finale | Quarti di finale | Quarti di finale | Quarti di finale | Quarti di finale | Quarti di finale | Quarti di finale |  |  | Semifinali | Semifinali | Semifinali | Semifinali | Semifinali | Semifinali | Semifinali |  |  | Finale | Finale | Finale | Finale | Finale | Finale | Finale | Finale | Finale |  |
|  |                  |                  |                  |                  |                  |                  |                  |                  |                  |  |  |            |            |            |            |            |            |            |  |  |        |        |        |        |        |        |        |        |        |  |
|  |                  | Val Pusteria     |                  |                  |                  |                  |                  |                  |                  |  |  |            |            |            |            |            |            |            |  |  |        |        |        |        |        |        |        |        |        |  |
|  | 7                | VEU Feldkirch    | VEU Feldkirch    | VEU Feldkirch    | VEU Feldkirch    | VEU Feldkirch    | VEU Feldkirch    | VEU Feldkirch    | VEU Feldkirch    |  |  |            |            |            |            |            |            |            |  |  |        |        |        |        |        |        |        |        |        |  |
|  | HK Olimpija      |                  |                  |                  |                  |                  |                  |                  |                  |  |  |            |            |            |            |            |            |            |  |  |        |        |        |        |        |        |        |        |        |  |
|  | Ritten-Renon     |                  |                  |                  |                  |                  |                  |                  |                  |  |  |            |            |            |            |            |            |            |  |  |        |        |        |        |        |        |        |        |        |  |
|  | 2                | Cortina          | Cortina          | Cortina          | Cortina          | Cortina          | Cortina          | Cortina          | Cortina          |  |  |            |            |            |            |            |            |            |  |  |        |        |        |        |        |        |        |        |        |  |
|  | 8                | RB Hockey Jr.    | RB Hockey Jr.    | RB Hockey Jr.    | RB Hockey Jr.    | RB Hockey Jr.    | RB Hockey Jr.    | RB Hockey Jr.    | RB Hockey Jr.    |  |  |            |            |            |            |            |            |            |  |  |        |        |        |        |        |        |        |        |        |  |
|  | 3                | HDD Jesenice     | HDD Jesenice     | HDD Jesenice     | HDD Jesenice     | HDD Jesenice     | HDD Jesenice     | HDD Jesenice     | HDD Jesenice     |  |  |            |            |            |            |            |            |            |  |  |        |        |        |        |        |        |        |        |        |  |
|  | 6                | Asiago           | Asiago           | Asiago           | Asiago           | Asiago           | Asiago           | Asiago           | Asiago           |  |  |            |            |            |            |            |            |            |  |  |        |        |        |        |        |        |        |        |        |  |

### Pandemia di COVID-19 e annullamento del campionato
Le misure di contenimento della pandemia di COVID-19 del 2020 in Italia, hanno avuto alcune conseguenze sul campionato già durante la disputa della seconda fase, a partire dal 24 febbraio, quando alcuni incontri casalinghi delle squadre venete, Cortina e Asiago, sono stati disputati a porte chiuse.
A partire dal 5 marzo il governo italiano ha disposto l'obbligo, fino al successivo 3 aprile, di disputare tutti gli avvenimenti sportivi, sull'intero territorio nazionale, senza pubblico. Per questo motivo, in questo lasso di tempo è stata disposta la disputa a porte chiuse di tutti gli incontri casalinghi delle squadre italiane. Il giorno successivo il board della Alps Hockey League ha disposto la sospensione fino al 16 marzo dell'inizio dei play-off, il cui inizio era originariamente previsto per il 7 marzo.
L'11 marzo, il board decise - similmente a quanto fatto dalla EBEL e dalla IHL nei giorni precedenti - di cancellare il play-off, senza assegnare il titolo.